# Владимир Караманов
Владимир Алексов Караманов е български учител, историк, юрист,  етнограф и общественик, един от най-добрите историографи и познавачи на Кюстендилския регион.

## Биография
Роден е на 9 септември 1875 година в Кюстендил, България. Племенник е на Григор Караманов, баща на Веса Паспалеева. Завършва Кюстендилското педагогическо училище (1892), история във Висшето училище в София (1896) и Правния факултет на Лозанския университет, Швейцария (1912).
Учител в основното училище (1892 – 1893) и в класното училище (1898 – 1899) в Дупница, в класното училище в Добрич (1896 – 1898), в Държавното педагогическо и в петокласното девическо училище в Кюстендил (1899 – 03).
Секретар на Кюстендилското окръжно управление (1904 – 1907). Окръжен управител на Плевен (1907 – 1908).
Участва в Балканската и Междусъюзническата война (1912 – 1913). Интендант към щаба на Седма пехотна рилска дивизия, през ноември 1912 г. той, като администратор с опит, е назначен за окръжен управител на Струмишки окръг, а на 12 декември 1912 г. е преназначен за кукушки окръжен управител, оставайки на поста до ликвидирането на Кукуш от гърците на 21 юни 1913 г. Той е сред организаторите на отбраната на Кукуш и впоследствие на изтеглянето на останалите живи и ранените кукушани към свободната българска територия, където организира настаняването и прехраната на бежанците. За кратко време е назначен да управлява незаетите още от гърците български околии от Серски окръг, а след новото изтегляне временно е назначен за завеждащ административно-полицейската служба в Горна Джумая (Благоевград).
Кюстендилски окръжен управител е от август 1913 до март 1916 г. Участва в Първата световна война (1916 – 1918), служи последователно в 13-и пехотен рилски полк и в 7-и етапен полк. През 1917 – 1918 година е етапен комендант на Кадин мост, Гюешево, Кочани.
Държавен адвокат в Кюстендил (1919 – 1931). Председател на дружество „Осоговски юнак“ (1902 – 1903), секретар (1906 – 1907) и председател (1928 – 29) на читалище „Братство“ в Кюстендил. Деен член на Народнолибералната партия (стамболовисти), дългогодишен председател на окръжното ѝ бюро в Кюстендил и член на Висшия партиен съвет. От 1915 председател на градското бюро на партията от крилото на д-р Никола Генадиев. Редактира вестниците „Югозападна поща“ (1909) и „Жар“ (1919). През 1938 – 1944 г. е общински съветник в Кюстендил.
Носител е на руския орден „Свети Станислав“, II степен (1908) – награден е от император Николай II за организацията на тържествата по случай тридесетгодишнината от боевете при Плевен и Пордим, когато е окръжен управител на Плевенски окръг.
Умира в родния си град на 22 септември 1969 година.